# Teresa María
María Teresa Heras Garuz, más conocida como Teresa María, es una cantante española. Su trabajo más reconocido fue el doblaje al español de las canciones interpretadas por actrices como Julie Andrews —en todas las películas musicales de la actriz dobladas en España durante los años sesenta— o Audrey Hepburn en My Fair Lady —doblada en la película original por la cantante Marni Nixon—.

## Trayectoria
Nació en Garrapinillos (Zaragoza).. Se trasladó a vivir a Barcelona, donde inicia su formación como cantante lírica, aunque pronto comienza a darse a conocer también como intérprete de música ligera. En el año 1962 graba su primer disco para el sello SAEF, donde versiona algunos éxitos internacionales de la época. Un año más tarde participa en la V edición del Festival de la Canción Mediterránea con la canción "En Roma", alcanzando la final del concurso.
En 1964 participa en la final nacional española para seleccionar a la canción y participantes del Festival de Eurovisión que iba a realizarse en Copenhague en el mismo año. Esta final fue celebrada en el marco del programa de Televisión Española "Gran Parada". El ganador fue elegido a través de unas postales de votación. Gracias al apoyo del público Teresa María gana ampliamente el concurso junto con el cantante Michel, interpretando ambos la canción "Caracola" de la popular compositora de la época Fina de Calderón, pero finalmente ninguno de los dos representaría a España en el festival, pues Televisión Española decidió de forma interna enviar al trío italouruguayo Los TNT, que interpretarían el mismo tema variándolo significativamente. Esta decisión trajo consigo bastante polémica al no haber participado el mencionado grupo en el programa de selección.
En el mismo año y posteriormente durante toda la década de los sesenta, Teresa María compaginó la grabación de algunos trabajos discográficos para el sello Belter con el doblaje al español de la parte musical de exitosos films de la época, en más de una docena de títulos - muchos destinados al público infantil - como Chitty Chitty Bang Bang, El extravagante Doctor Dolittle o El mago de los sueños entre otros. Su voz es, por citar unos ejemplos de sus trabajos más recordados, la de Eliza Dolittle en todas las canciones de My Fair Lady (película de 1964), la de Mary Poppins en todas las canciones de la versión española, la de María Von Trapp en Sonrisas y Lágrimas y la de Millie en Millie, una chica moderna, formando duo habitual con la dobladora Rosa Guiñón, encargada de interpretar las partes habladas. Su última incursión conocida en este campo fue en "Nuestro amigo el espantapájaros" doblada en el año 1983.
Poseedora de una voz de soprano timbrada y cristalina, pudo defender los pasajes más líricos de aquellas interpretaciones, adecuando de igual manera su voz a las tendencias más ligeras propias de la música melódica de la época, según correspondiera.
El anonimato de gran parte del trabajo que desempeñó ha hecho que su nombre sea mayoritariamente manejado por expertos en materia de doblaje en España, siendo una desconocida para el gran público pese a que generaciones enteras continúan creciendo escuchando su voz en películas tan populares.
Algo curioso que no se conoce de ella es que es madre del cantante Macaco. En 2024 su hijo dio a conocer que padecía la enfermedad de Alzheimer.

## Filmografía como cantante de doblaje
- 1964: My Fair Lady "Eliza Doolittle"
- 1964: Mary Poppins "Mary Poppins"
- 1965: Sonrisas y lágrimas "María"
- 1966: Golfus de Roma "Filia"
- 1966: El mago de los sueños
- 1967: Millie, una chica moderna "Millie Dillmount"
- 1967: Las señoritas de Rochefort "Judith",  "Esther", "Delphine" y "Josette"
- 1967: El extravagante Doctor Dolittle "Emma Fairfax"
- 1968: Chitty Chitty Bang Bang "Truly Scrumptious"
- 1971: Piel de asno "La princesa / Piel de Asno"
- 1983: Nuestro amigo el espantapájaros "Enid, la doncella" (Doblaje en diálogos).